# Bishrelt Jorloodoi
Bishrelt Jorloodoi (29 de mayo de 1998) es una deportista mongola, nacionalizada emiratí, que compite en judo. Ganó una medalla de plata en los Juegos Asiáticos de 2022 y tres medallas en el Campeonato Asiático de Judo entre los años 2022 y 2025.

## Palmarés internacional
| Representando a Mongolia                   |                        |                   |           |
| Campeonato Asiático                        |                        |                   |           |
| Año                                        | Lugar                  | Medalla           | Categoría |
| 2022                                       | Nursultán (Kazajistán) | Medalla de bronce | –52 kg    |
| Representando a los Emiratos Árabes Unidos |                        |                   |           |
| Juegos Asiáticos                           |                        |                   |           |
| Año                                        | Lugar                  | Medalla           | Categoría |
| 2022                                       | Hangzhou (China)       | Medalla de plata  | –52 kg    |
| Campeonato Asiático                        |                        |                   |           |
| Año                                        | Lugar                  | Medalla           | Categoría |
| 2024                                       | Hong Kong (China)      | Medalla de oro    | –52 kg    |
| 2025                                       | Bangkok (Tailandia)    | Medalla de plata  | –52 kg    |